# (305988) 2009 JN4
(305988) 2009 JN4 es un asteroide perteneciente al cinturón de asteroides, descubierto el 12 de mayo de 2009 por el equipo del Catalina Sky Survey desde el Catalina Sky Survey, Arizona, Estados Unidos.

## Designación y nombre
Designado provisionalmente como 2009 JN4.

## Características orbitales
(305988) 2009 JN4 está situado a una distancia media del Sol de 2,675 ua, pudiendo alejarse hasta 2,991 ua y acercarse hasta 2,360 ua. Su excentricidad es 0,118 y la inclinación orbital 16,020 grados. Emplea 1598,45 días en completar una órbita alrededor del Sol.

## Características físicas
La magnitud absoluta de (305988) 2009 JN4 es 16,00. 